# Pteralopex atrata
Pteralopex atrata — вид рукокрилих, родини Криланових.

## Поширення, поведінка
Країни поширення: Соломонові острови. Висотний діапазон: від рівня моря до 400 метрів, але ймовірно відбувається до 1000 м над рівнем моря. 